# Brachythecium coarctum
Brachythecium coarctum là một loài Rêu trong họ Brachytheciaceae. Loài này được (Müll. Hal.) Ignatov & Huttunen mô tả khoa học đầu tiên năm 2002.